# Diaspora (software)
Diaspora (anche DIASPORA*) è un software con licenza libera che implementa un servizio di rete sociale avendo come obiettivi primari il decentramento e la privacy degli utenti.
La parola «diaspora», di origine greca, indica una popolazione sparsa o dispersa, e il servizio è in effetti distribuito sulle diverse istanze del software, chiamate pod.
Ogni pod ospita quindi solo un certo insieme di utenti e i relativi dati, ma comunica attraverso comunicazioni cifrate con gli altri pod sparsi nel mondo per accedere e collegare i contenuti di utenti là ospitati.

## Storia
Il progetto è stato avviato nel 2010 da quattro studenti dell'Università di New York presso il Courant Institute di Scienze Matematiche, Ilya Zhitomirskiy, Dan Grippi, Max Salzberg, e Raphael Sofaer, ed è al momento ancora in fase di sviluppo.
A partire dal novembre 2011 sono registrati più di 200 000 utenti connessi al server più grande, anche se molti di loro sono inattivi.

## Caratteristiche
Attualmente Diaspora* è sempre in sviluppo e questo implica che alcune funzionalità possono cambiare rapidamente o essere instabili.
Il software Diaspora è gestito da Diaspora Inc., costituita come società commerciale C-corporation. La rete sociale non è di proprietà di una sola persona o entità, mantenendola al sicuro da acquisizioni aziendali, pubblicità, e altre minacce. Nel settembre 2011 gli sviluppatori hanno dichiarato:
Diaspora consente inoltre, come riportato dalla US National Public Radio, l'uso di pseudonimi, in contrasto con Facebook, che al momento non ne consente l'utilizzo.
Il social network inizialmente non era disponibile a tutti gli utenti, essendo ancora in fase di test. Ci si poteva iscrivere al social network solamente se si riceveva un invito. Attualmente l'iscrizione è aperta a tutti, a meno di impostazioni restrittive del pod scelte dall'amministratore.
Le caratteristiche che sono state annunciate comprendono:
- La condivisione sicura di contenuti multimediali;
- Integrazione dei servizi di terze parti;
- L'integrazione di un servizio di VOIP;
- Un protocollo di messaggistica istantanea;
- Backup cifrati e distribuiti;
- Integrazione di OpenID;
- Licenza AGPL.

## Funzionamento
Ogni macchina su cui Diaspora* è installato è detto pod. Esso aggrega tutte le informazioni dell'utente, detto seed, che lo possiede: il profilo Facebook, Tweets e qualsiasi altra cosa. Il pod raccoglie tutte queste informazioni in un unico luogo e permette un facile scambio di informazioni fra un servizio e l'altro.
Nelle intenzioni degli ideatori, il decentramento permette inoltre agli utenti di riappropriarsi della propria rete sociale: le relazioni con gli altri nodi "amici" saranno sicure perché criptate usando GPG.

## Versioni
Dall'inizio dello sviluppo del software, avvenuto nell'agosto 2012, ci sono state diverse pubblicazioni del software.
La tabella che segue riporta una sintesi dei cambiamenti introdotti tra una versione e quella precedente qui riportata (non quella precedentemente pubblicata), escludendo le semplici correzioni.
| Versione | Data              | Principali cambiamenti |
| -------- | ----------------- | --- |
| 0.0.0    | ottobre 2012      | Prima versione stabile. |
| 0.0.1    | ottobre 2012      | Nuovo sistema di configurazione. |
| 0.0.2    | novembre 2012     | Ridotto il tempo di caricamento e aggiornamento dell'interfaccia. |
| 0.0.3    | febbraio 2013     | Diversi cambiamenti all'interfaccia utente; aggiornamento a Rails 3.2.12). |
| 0.1.0    | maggio 2013       | Sostituzione di Resque con Sidekiq; rimozione degli script di dispiegamento Capistrano; introdotte nuove funzionalità, come la rimozione del post su Facebook quando viene rimosso da Diaspora, aggiornamenti dipendenze (in particolare Rails 3.2.13). |
| 0.1.1    | luglio 2013       | Nuove funzionalità, come la rimozione del post su Twitter quando viene rimosso da Diaspora; miglioramenti alla visualizzazione delle conversazioni quando presentate in forma collassata.                                                               |
| 0.2.0    | 27 agosto 2013    | Ulteriori funzionalità per utenze amministrative e non, come la possibilità di pubblicare su WordPress. |
| 0.3.0    | 19 gennaio 2014   | Aggiunta la visualizzazione di dati statistiche sul funzionamento del pod; introdotte altre nuove caratteristiche; aggiornamento a Ruby 2.0 |
| 0.4.0    | 22 giugno 2014    | Aggiunti i sondaggi; rinnovato il menù nella versione mobile; aggiornamento a Rails 3.2.17; iniziata migrazione a Bootstrap |
| 0.4.1    | 14 settembre 2014 | Integrato supporto alla visualizzazione delle condizioni legali d'uso del pod; conclusione della migrazione a Bootstrap. |
| 0.5.0    | 3 maggio 2015     | Miglioramento dell'interfaccia utente e dell'ergonomia; aggiornamento a Rails 4. |
| 0.6.0    | 26 agosto 2016    | Aggiunta possibilità di rendere pubbliche le informazioni del profilo; varie migliorie all'interfaccia, come il suo rinnovamento in stile "flat"; riscrittura e separazione della libreria di comunicazione tra pod; aggiornamento a Rails 4.2.7.1.     |
| 0.7.0    | 19 agosto 2017    | Aggiunto il supporto alle citazioni; aggiunto editor di markdown nei commenti e nelle citazioni, aggiunto il supporto per la migrazione del profilo. |